# Rita Abody
Rita Abody (n. 20 mai 1957, Budapesta-) este o scriitoare, critic literar, traducătoare și jurnalistă maghiară.